# Hercostomus vivax
Hercostomus vivax är en tvåvingeart som först beskrevs av Friedrich Hermann Loew 1857.  Hercostomus vivax ingår i släktet Hercostomus och familjen styltflugor. Arten har ej påträffats i Sverige. Inga underarter finns listade i Catalogue of Life.